# Клетус Спаклер
Клетус Делрой Спаклер (англ. Cletus Delroy Spuckler) также известный как Клетус Лодырь-Йокель — вымышленный персонаж мультсериала «Симпсоны», озвученный Хэнком Азариа. Как и многие другие персонажи «Симпсонов» Клетус стереотипен: это типичный деревенщина. Клетус — добродушный человек худощавого телосложения, с коричневыми взъерошенными волосами, жидкими усами и редкими зубами. Обычно он носит белую майку и синие штаны. На левой руке у Клетуса татуировка в виде змеи и черепа.

## Персонаж
Клетус впервые появился в пятом сезоне сериала в эпизоде «Bart Gets an Elephant». Он изображен, как типичный деревенщина, глазеющий на слона Барта — Стэмпи. Клетус Спаклер — фермер в пятом поколении. В эпизоде «A Star Is Torn» Клетуса можно увидеть продающим овощи рядом с магазином Kwik-E-Mart. Клетус страдает от заболевания, вызванного тем, что он выпил ртуть из термометра. Болезнь сильно повлияла на его умственные способности и память. Клетуса не волнует мнение других людей о себе. Его не смущает даже женитьба на своей родственнице Брэндине. Клетус и Брэндина счастливы в браке, однако, они довольно часто ссорятся. Клетус добрый и отзывчивый человек, хотя и несколько простоватый. В эпизоде «Lost Our Lisa» он помог Лизе Симпсон добраться до Спрингфилда.

## Родственные связи с Брандиной
Клетус состоит в отношениях с Брэндиной, которая чаще всего представляется как его жена, однако характер их связи не совсем понятен. Довольно часто подразумевается, что они брат и сестра. Так, в «Alone Again, Natura-Diddily» Брэндина спрашивает: «Клетус, почему ты припарковался так близко к моим родителям?», на что получает ответ: «Дорогая, но это и мои родители тоже!». Но возможно, он имел в виду, что они его тесть и теща (англ. parents-in-law).
В 16-м сезоне (эпизод «There's Something About Marrying») Гомер проводит церемонию бракосочетания Клетуса и Брэндины. Заглянув в форму, он спрашивает: «Подождите, вы что, брат и сестра?», на что невеста отвечает: «Мы с ним много кто». Эти запутанные отношения раскрываются в последующих эпизодах. В следующем сезоне («The Italian Bob») Брэндина говорит Клетусу: «Ты лучший муж и сын из всех, что у меня были». Если все это так, то получается, что у этой пары общий отец, причем от него Брандина родила Клетуса. Однако, в серии «Itchy & Sratchy Land», когда Клетус фотографирует Царапку-робота, он обращается к престарелой женщине рядом с ним, как «Ма». Далее, в 18-м сезоне («Little Big Girl») представлено генеалогическое дерево семьи Спаклеров, нарисованное одним из сыновей. Согласно ему, Брэндина — дочь Клетуса и пришельца из космоса, у них с Клетусом 39 детей, включая овцу и ходячий хот-дог.
Отношения Клетуса и Брандины стереотипны: бытует мнение, что инцест распространен среди «деревенщин».

## Дети
Клетус приходится отцом огромному количеству детей. Согласно эпизоду «Little Big Girl» в семье Спаклер живёт 37 детей, но это количество постоянно растет, так что определить точное число детей этой семьи невозможно.
Некоторые дети носят весьма необычные имена, например Чесотка, Краснуха, Инцест или Зарезанный-в-тюрьме. «Мы называем детей в честь того, что, как мы думаем, с ними случится» — сообщает Клетус Барту в эпизоде Apocalypse Cow. У некоторых налицо физические отклонения, у одного из мальчиков даже имеется хвост.
Дети Спаклеров живут на ферме, помогая родителям по хозяйству, и школу не посещают. Тем не менее, сыновья и дочери Клетуса не являются умственно-отсталыми. В эпизоде Yokel Chords Лиза берется за их обучение, и они начинают проявлять интерес к учебе. В этом же эпизоде дети попадают в шоу Красти, который выставляет их тупыми деревенщинами и нещадно эксплуатирует, заставляя очень много выступать. Клетус тратит появившиеся деньги на такие вещи как гончая из чистого золота (с живой собакой внутри), гигантский грузовик и т. д. Благодаря Лизе, в конце эпизода дети Спаклеров были освобождены из рабства у Красти.
В эпизоде Apocalypse Cow Барт женится на дочери Клетуса Джени в результате попытки спрятать на ферме Спаклера любимого быка Лу, которого хотят отправить на убой. Отдав быка Джени, он, согласно деревенскому обычаю, обязан на ней жениться. Мардж останавливает свадьбу.

## Имя
В эпизоде «Behind the Laughter» фамилия Клетуса — Дель Рой, однако в «Yokel Chords» Брандина отбращается к нему «Клетус Дель Рой Спаклер», так что, скорее всего, Дель Рой — его среднее имя, а Спаклер — фамилия. В серии «All's Fair in Oven War» фамилия его жены Брандины значится как Фамилиянеуказана (англ. Nolastnamegiven), так как она, скорее всего, не заполнила эту графу в анкете. В остальных эпизодах Клетус упоминается с фамилией Спаклер.